# مدرسه محمدیه (سبزوار)
مدرسه محمدیه  ، از آثار میرزا حسین فقیه سبزواری ، مربوط به دوره قاجاریه است و در سبزوار، میدان کارگر، خیابان افسر، واقع شده‌است، این اثر در تاریخ ۱۲ بهمن ۱۳۸۱ با شمارهٔ ثبت ۷۴۸۴ به‌عنوان یکی از آثار ملی ایران به ثبت رسیده‌است.

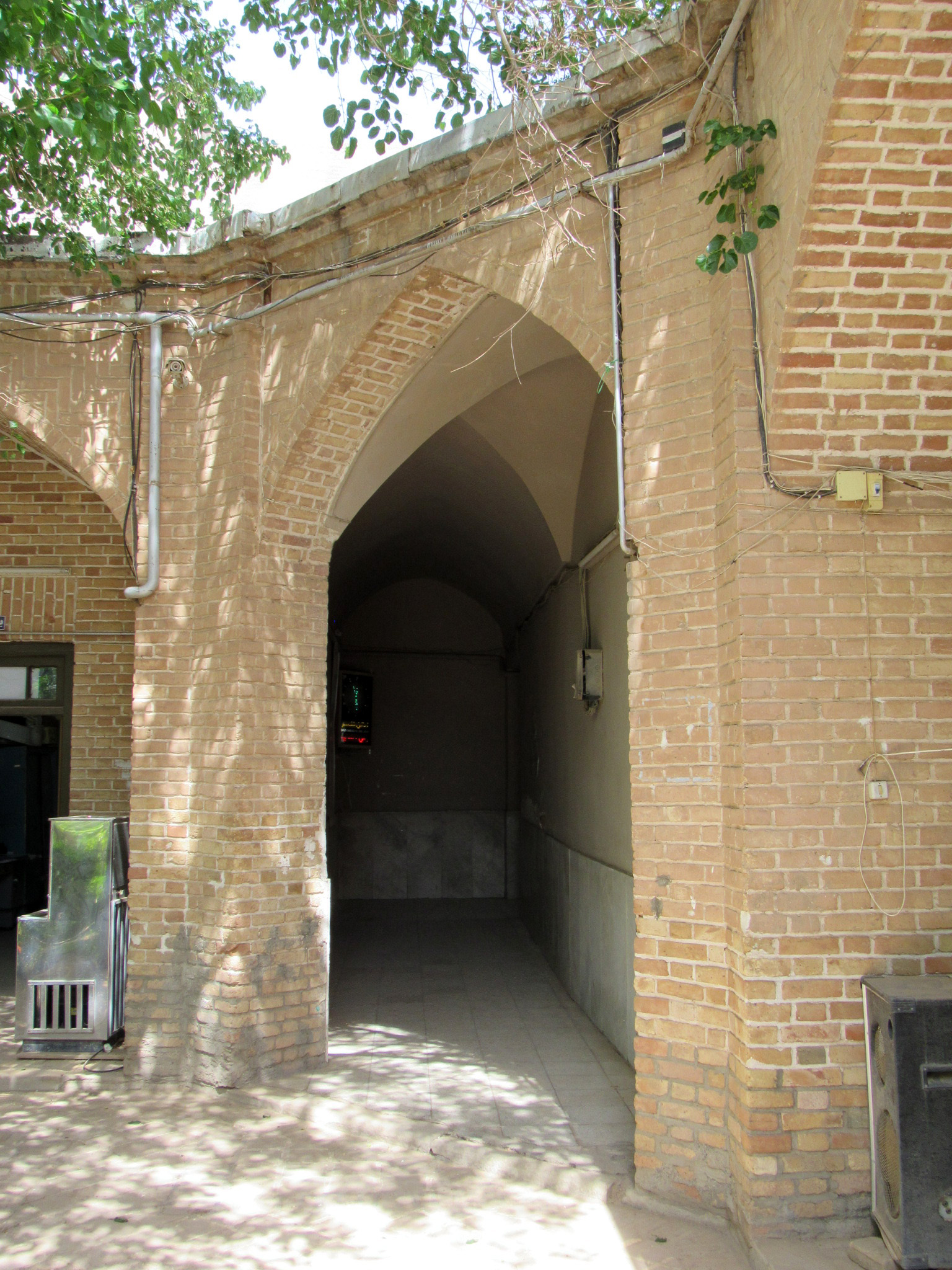
راهرو ورودی به مدرسه محمدیه